# AGM-78 Standard
O AGM-78 Standard ARM é um míssil destinado à supressão de defesas antiaéreas inimigas, desenvolvido a partir do míssil naval de defesa aérea RIM-66 Standard, complementando o AGM-45 Shrike o qual demonstrou insuficiente alcance, ogiva e sistema de busca limitados, durante os primeiros anos do conflito Vietnamita.

## Desenvolvimento e descrição genérica
Os estudos preliminares que levaram à criação desta arma, iniciaram-se em 1966 conduzidos pela General Dynamics com o objectivo de colmatar as deficiências operacionais do AGM-45 Shrike. Em 1967 tiveram lugar os primeiros testes de voo, em 1968 o míssil atingiu condição operacional e foi iniciada a produção. A primeira versão AGM-78A Standard, também designada na US Navy como STARM (Standard ARM) Mod 0, não era mais do que uma versão para utilização por aeronaves, do míssil embarcado RIM-66 Standard, equipado com a mesma cabeça de pesquisa e localização de emissões radar do AGM-45 Shrike, fabricada pela Texas Instruments e que era pré sintonizada numa frequência fixa, antes de instalada no míssil, as versões posteriores eram já equipadas com uma versão melhorada produzida pela Maxson Electronics, capacitada para pesquisar num largo espectro e flutuar entre várias sintonias.
Propulsionado por um motor foguete Aerojet-General Mk 27 Mod. 4 com escape duplo e alimentado por combustível sólido, possui um corpo cilíndrico com asas cruciformes ao longo do corpo e aletas direccionais no final, a ogiva de alto explosivo encontra-se na cabeça do míssil imediatamente antes do radar passivo de pesquisa e localização de emissões radar inimigas. Nas versões C e D estava equipado com um circuito de memória, possibilitando o ataque do alvo mesmo que este desligasse as emissõe.

## Uso operacional
- Guerra do Vietname - Amplamente usado pelos F-105G Thunderchief wild Weasel e F-4G wild Weasel da USAF e  pelos EA-6A Intruder e EA-6B Prowler da US Navy, contra os radares Norte-Vietnamitas.[3]

- Líbano 1982 - Usado pelos pilotos Israelitas, contra os radares da defesa aérea Síria no Vale de Bekaa, durante a operação Paz na Galiléia.[3]

## Variantes
- AGM-78A - Versão original com cabeça de pesquisa Texas Instruments, também designado STARM Mod 0 na US Navy.[4]
- AGM-78A 2 - Similar à versão anterior, mas com a adição de um marcador de alvos em fosforo vermelho para sinalizar novos ataques.[4] Alguns exemplares foram equipados com a cabeça de pesquisa usada na versão AGM-78B e redesignados AGM-78A 4.[1]

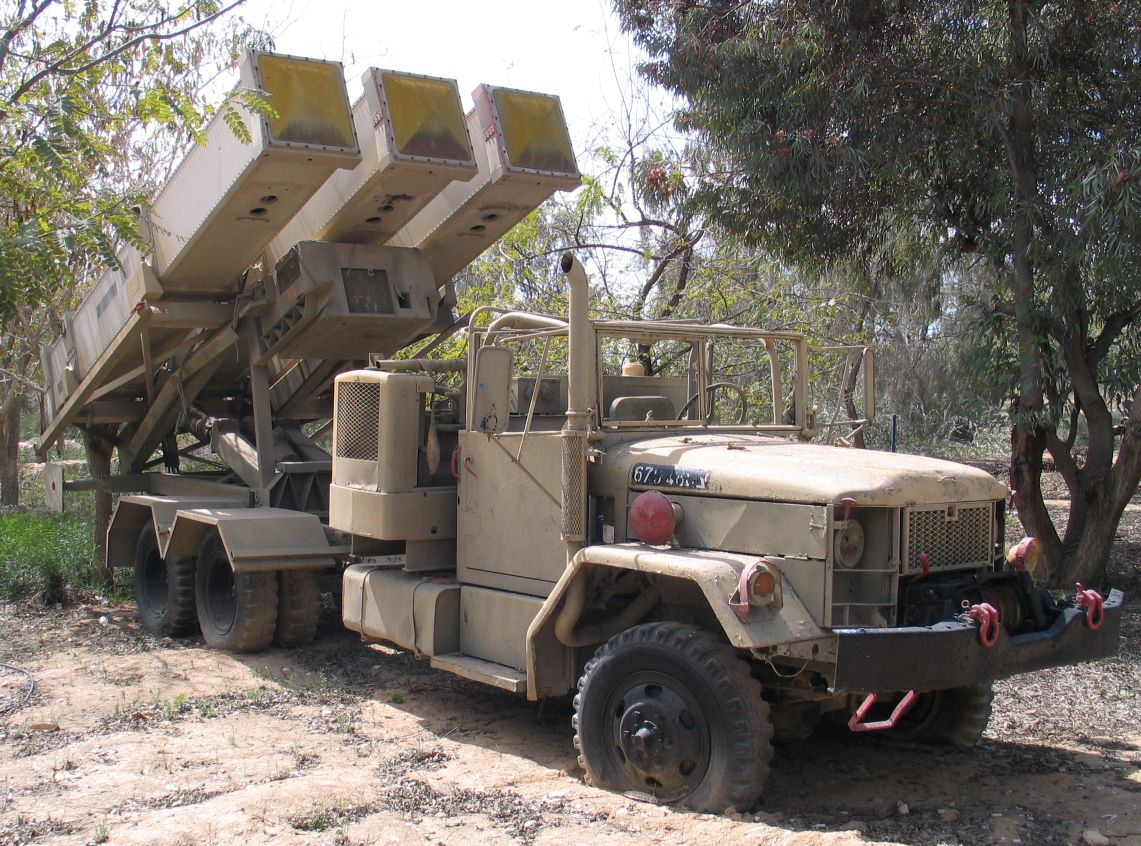
Versão terrestre montada num canião M-809, usada pelo exército Israelita.

- AGM-78B - Versão melhorada pela utilização de uma cabeça de pesquisa desenvolvida pela Maxson Electronics, capacitada para uma busca de emissões num espectro electrónico mais vasto.[4] Também designado como STARM Mod 1 na US Navy, na USAF era a arma principal do F-4G wild Weasel.[1]
- ATM-78B - Versão usada em treinos com cabeça explosiva inerte.[1]
- AGM-78C - Construído entre 1970 e 1972, era essencialmente um programa da USAF com custos de produção mais baixos e cabeça de pesquisa da General Dynamics, usava um novo marcados de alvos para facilitar novos ataques, em fosforo branco.[1]
- AGM-78D - Versão final construída entre 1973 e 1976, utilizava um novo motor, Aerojet MK 69 MOD 0.[1]
- AGM-78D - Similar à anterior, mas com circuitos electrónicos digitais e uma cabeça explosiva de 100 Kg.[1]
- RGM-66D - Versão naval testada pela US Navy em 1971 e actualmente em uso a bordo de alguns destroyers. Foi desenvolvida uma variante terrestre montada num camião e usada pelo exército Israelita.[4]